# The Official Album of the 2002 FIFA World Cup
The Official Album of the 2002 FIFA World Cup é um álbum que contém canções de vários artistas, lançado em 2002 como álbum oficial da Copa do Mundo FIFA de 2002.

## Alinhamento de faixas
1. "Boom" - Anastacia
2. "We're On The Ball" - Ant & Dec
3. "Live For Love United" - Pascal Obispo
4. "Something Going On, (Crack It)" - Bomfunk MC's
5. "Let’s Get Loud" - Jennifer Lopez
6. "Sunrise" - Safri Duo
7. "World at Your Feet" - Lara Fabian
8. "Let It Out" - A1
9. "Party, The" - Nelly Furtado
10. "True East Side" - G.O.D.
11. "We Will Be Heroes" - Die Toten Hosen
12. "Anthem" - Vangelis
13. "Fever" - Elisa
14. "Bringing the World Back Home" - OV7
15. "BLZ" - Mondo Grosso
16. "Shake the House" - Monica Naranjo
17. "One Fine Day" - OperaBabes
18. "Brave, Strong and True" - Bongo Maffin
19. "Gol" - Communion
20. "Official Anthem of the 2002 FIFA World Cup" - Vangelis